# Enid Bagnold
Enid Algerine Bagnold (Rochester, 27 ottobre 1889 – Londra, 31 marzo 1981) è stata una scrittrice e drammaturga britannica nota per la sua opera del 1935 Il gran premio.

## Biografia
Figlia del colonnello Arthur Henry Bagnold e di sua moglie Ethel (nata Alger), Enid Algerine Bagnold crebbe in Giamaica con suo fratello maggiore Ralph Bagnold. Dopo aver completato gli studi d'arte a Londra, lavorò come assistente al montaggio in una delle riviste gestite da Frank Harris, che divenne il suo amante. I due vengono ritratti nel romanzo di Hugh Kingsmill The Will to Love (1919).

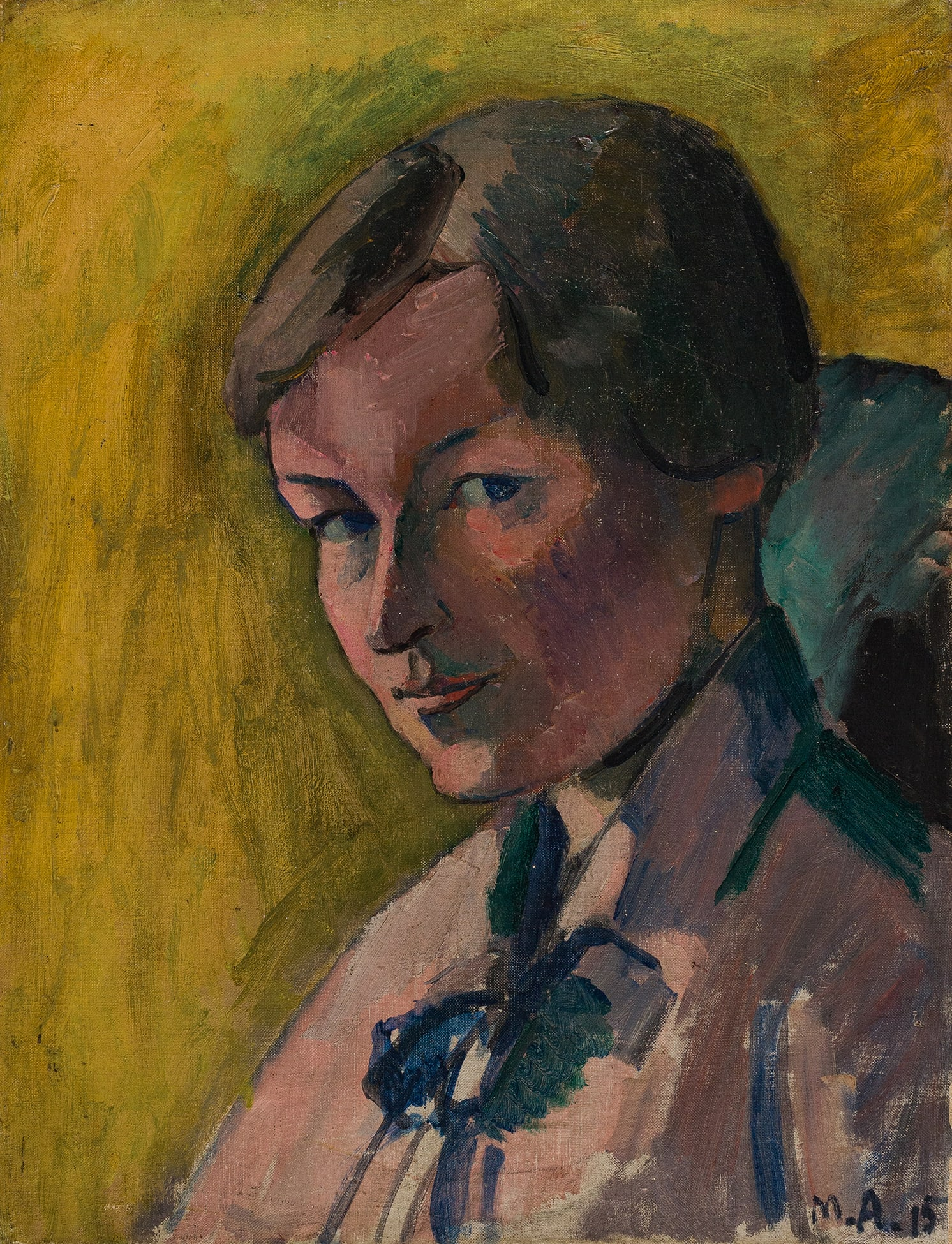
Enid Bagnold Age c. 25 di Maurice Asselin

Ancora studente a Chelsea, Bagnold dipinse con Walter Sickert e posò per una scultura di Henri Gaudier-Brzeska. Durante la prima guerra mondiale divenne infermiera, ma venne presto licenziata per le sue dure critiche rivolte all'amministrazione dell'ospedale in cui prestava servizio. Lavorò poi come autista in Francia per il resto degli anni della guerra. Scrisse delle sue esperienze in ospedale nel suo libro di memorie A Diary Without Dates e delle sue esperienze come autista nel suo primo romanzo The Happy Foreigner.
L'8 luglio 1920 sposò Roderick Jones, presidente di Reuters, ma continuò a usare il suo cognome da nubile per i suoi scritti. La coppia visse a North End House presso Rottingdean, vicino a Brighton, in quella che in passato fu la casa di Edward Burne-Jones. Il loro giardino fu la fonte di ispirazione per la commedia di Bagnold Il giardino di gesso. La figlia maggiore Laurian illustrò Alice & Thomas & Jane all'età di nove anni e Il gran premio a 14. Una loro pronipote fu Samantha Cameron, moglie dell'ex primo ministro e leader del Partito Conservatore David Cameron.
Bagnold pubblicò la sua autobiografia nel 1969. Morì il 31 marzo 1981 di broncopolmonite e fu cremata a Golders Green. La sua biografia scritta da Anna Sebba e pubblicata nel 1987 ha rivelato alcuni degli aspetti più problematici e contraddittori della sua vita, come le faide letterarie, il suo matrimonio, il suo approccio alla maternità, le simpatie naziste prebelliche, la dipendenza dalla morfina e il suo disprezzo dei molti attori principali che si esibirono nelle sue commedie. Cecil Beaton definì la sua vita "strana, straordinaria, originale e deformata".

## Opere
Il gran premio (1935) è la storia di una giovane ragazza che vince la corsa a ostacoli del Grand National. Ne fu realizzata una trasposizione cinematografica nel 1944 con protagonista una giovane Elizabeth Taylor. Oltre a ciò, l'opera di Bagnold include un'ampia gamma di argomenti e stili, come il romanzo The Squire che tratta il tema della maternità. Anne Sebba afferma che "sebbene sia sempre definito come un romanzo, il serio sforzo nello scoprire le motivazioni di una madre e gli istinti dei bambini porta The Squire vicino al mondo del documentario". Il settimanale femminista Time and Tide lo ha descritto come "un segno nella storia femminista oltre che una bella impresa letteraria". The Loved and Envied (1951) è uno studio sull'avvicinamento alla vecchiaia. Si ritiene che la protagonista Lady Ruby MacLean sia stata basata su Diana Manners.
Un adattamento de National Velvet per il teatro fu prodotto e diretto da Anthony Hawtrey per il suo Embassy Theatre allo Swiss Cottage nel 1946 e pubblicato nel volume 2 del suo Embassy Successes (1946). Il maggior successo teatrale di Bagnold fu Il giardino di gesso (1955), da cui venne tratto l'omonimo film nel 1964. Altre opere teatrali includono The Chinese Prime Minister, presentato a Broadway nel 1965 con Edith Evans, A Matter of Gravity, originariamente intitolato Call Me Jacky e che la cui protagonista fu interpretata da Katharine Hepburn nel 1976, nonché The Last Joke, risultato un notevole flop al Phoenix Theatre nel 1960 nonostante il suo cast stellare formato da John Gielgud, Ralph Richardson e Anna Massey. Tutte queste commedie furono raccolte da Heinemann in Four Plays by Enid Bagnold nel 1970.
- A Diary Without Dates (1917)
- The Sailing Ships and other poems (1918)
- The Happy Foreigner (1920)
- Serena Blandish or the Difficulty of Getting Married (1924)
- Alice & Thomas & Jane (1930). Illustrato da Laurian Jones
- Il gran premio (1935). Illustrato da Laurian Jones
- The Squire, aka The Door of Life (1938), ripubblicato nel 2013 da Persephone Books
- Two Plays (1944) ('Lottie Dundass' e 'Poor Judas'), nell'edizione statunitense Theatre (1951)
- Il gran premio (commedia, 1946)
- The Loved and Envied (1951)
- Gertie (1952 play)
- The Girl's Journey (1954)
- Il giardino di gesso (1955, commedia)
- The Last Joke (1960, commedia)
- The Chinese Prime Minister (1964, commedia)
- A Matter of Gravity (titolo originale Call Me Jacky; 1967, commedia)
- Autobiography (1969)
- Poems (1978)
- Letters to Frank Harris & Other Friends (1980)
- Early Poems (1987)